# Andrzej Kurcz
Andrzej Kurcz herbu Radwan (zm. w 1635 roku) – dworzanin królewski w 1634 roku, pisarz ziemski nowogródzki w 1633 roku. 
Poseł nowogródzki na sejm 1632 roku. Deputat powiatu nowogródzkiego na Trybunał Główny Wielkiego Księstwa Litewskiego w 1632 roku. Poseł na sejm koronacyjny 1633 roku, sejm 1634 roku. W 1634 roku wyznaczony na sejmie komisarzem z Koła Poselskiego do zapłaty wojsku wojsku Wielkiego Księstwa Litewskiego.